# 亞歷山大·李亞普諾夫
亞歷山大·米哈伊洛維奇·李亞普諾夫（羅馬化：Aleksandr Mikhaylovich Lyapunov；1857年6月6日—1918年11月3日），俄羅斯應用數學家和物理学家。他的研究方向包括微分方程、力學、數學物理和概率論。李亞普諾夫以他在动态系统的稳定性方面做出的贡献而闻名，这一稳定性被命名为李雅普诺夫稳定性，另外他在数学物理和概率理论方面也作出了一定贡献。

## 早期生平
李亞普諾夫出生于俄罗斯帝国的雅罗斯拉夫尔。他的父親米哈伊尔·李亞普諾夫是一位天文學家，同时担任着Demidovski学院的校长。弟弟謝爾蓋是很有天赋的作曲家和钢琴家。另一個兄弟Boris鑽研斯拉夫語族。幼時，李亞普諾夫讀了許多俄文、德文和法文書籍，內容包括數學、天文、哲學、歷史、民族誌、政治經濟學和文學等。

## 教育
1876年李雅普諾夫進入了聖彼得堡大學的物理數學學院，不過在一個月之後，他轉到大學中的數學系。
當時聖彼得堡的數學教授中有帕夫努季·切比雪夫與他的學生亞歷山大·科爾金和葉戈爾·佐洛塔廖夫。李雅普諾夫在力學教授DK Bobyle的指導下寫下了他第一個獨立的科學著作。1880年李雅普諾夫憑藉他在流體靜力學方面的文章獲得金牌。這篇文章成為他後來第一次公開發表的科學著作——《關於固定形狀的容器中重物與重液體的平衡和流體靜力壓力的潛力》——的基礎。李雅普諾夫於1880年完成了他的大學學業，兩年後安德烈·馬可夫也從聖彼得堡大學畢業。李雅普諾夫在他的一生中與馬爾可夫在科學研究方面保持著聯繫。 
1884年李雅普諾夫對其碩士論文——《論一個旋轉液體平衡之橢球面形狀的穩定性》——進行了答辯。這個主題是切比雪夫給他的建議，他已經向其他學生，包括佐洛塔廖夫和柯瓦列夫斯卡婭，提出過這個建議。這個論文在1885年發表在天文學公告上。在1904年被全文翻譯成法文後，在歐洲引起了數學家、物理學家和天文學家們的極大關注。

## 教學與研究
1892年9月12日李雅普諾夫在莫斯科大學對他的博士畢業論文《運動穩定性的一般問題》進行了答辯。辯論的對手為尼古拉·叶戈罗维奇·茹科夫斯基和V. B. Mlodzeevski。
1893年他成為哈爾科夫大學教授。1895年，李亞普諾夫成為副教授，並被提名為機械工程系的主任。
關於在哈爾科夫最初的日子，李雅普諾夫在他的自傳裡面寫到： 
剛開始來到這裡時，李雅普諾夫的研究活動被縮短了。因為要花去很多時間來設置課程和為學生們準備筆記。
他的學生與合作者弗拉基米尔·安德烈耶维奇·斯捷克洛夫，這樣回憶起李亞普諾夫的第一次講座：“一個英俊的小夥子，幾乎和其他學生一樣的年齡，來到觀眾面前，觀眾中也包括了院長，備受學生尊重的教授Levakovsky。院長離開了之後，小夥子用顫抖的聲音開始講授一門動力學材料課程的重點而代替了動力系統的課程。這個主題已經由教授Delarue教過講座中的學生了，所以是眾所皆知的課題。但是李雅普諾夫卻給了我們新的知識，我從來沒有在任何教科書中見過這種說法。所有人對這門課的反感立刻一掃而空，從那天開始學生們開始對李雅普諾夫致以特別的尊重。“

## 晚年
李雅普諾夫在1902年當選皇家聖彼德堡科學院院士以及聖彼德堡大學應用數學系的普通教授後回到了聖彼得堡。自從他以前的老師切比雪夫去世之後，這個位置一直空著。由於沒有任何教學的義務，使得李亞普諾夫把重點放在他的研究，尤其是他可以有機會將已故去的老師切比雪夫尚未完成的研究繼續下去並畫上句號。
1908年，他參加了在羅馬舉行的第四次國際數學家大會。他還參與了歐拉文選的出版,編輯第18和19卷。
1917年6月末，李雅普諾夫的妻子罹患肺結核，在她的醫生的囑託下，李亞普諾夫與他的妻子搬往他弟弟在敖德薩的住所。他的妻子娜塔莎·李亞普諾夫死於1918年10月30日。同一天，李亞普諾夫舉槍自殺，三日後不治。

## 工作
李雅普諾夫在很多個領域都有所貢獻，包含了微分方程，位势论，動力系統和概率論。他的主要研究重点是平衡和運動的機械系統的稳定性，特別是旋轉的流體質量和受重力影響的粒子的研究。在數學物理領域他的工作致力于解决拉普拉斯方程式的邊界值問題。在位势论的研究中，他1897年的作品《關於與狄利克雷問題有關的一些問題》闡明了該理論的重要方面。他在這一領域的工作與斯特克洛夫的工作密切相關。李雅普諾夫開發了許多重要的近似值方法。他在1899年開發的方法，使人們有能夠定義穩定集合的常微分方程。他創造了現代理論中動態系統的穩定性。在概率論，他概括了切比雪夫和馬爾可夫的作品，並在比前人更廣泛的條件下證明了中心極限定理。他用來證明的特徵函數方法後來在機率論中被廣泛使用。
與很多數學家一樣，李雅普諾夫喜歡獨自工作，並且只跟幾個同事和家人聯絡。他通常工作到很晚，晚上也会工作四到五個小時，甚至整夜。一年當中只去劇院或音樂會一、兩次。他有很多學生。他是很多大學的名譽教授。他是法蘭西學院羅馬分院的榮譽院士，相應地也是巴黎的法蘭西科學院的院士。

## 備注
1. ↑  其他罗马化形式：Ljapunov、Liapunov、Ljapunow